# God bok
God bok, musikalbum av Mats Ronander, kom ut 1982.

## Låtarna på albumet
1. God bok
2. Mama kom hem
3. De öppna fälten
4. Kan inte förklara
5. Epilog: Jag kan förklara
6. Brinner upp
7. Från ett fönster av metall
8. Död mans hand
9. Det enkla livet